# اثر تیندال

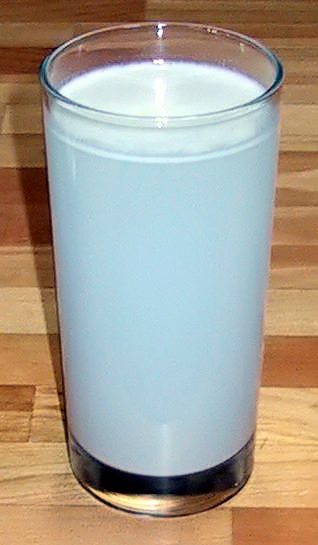
آرد معلق در آب آبی به نظر می‌رسد برای اینکه آرد نور آبی را بیشتر از قرمز پراکنده می‌کند.

اثر تیندال (به انگلیسی: Tyndall effect)، که با نام پراکندگی تیندال (به انگلیسی: Tyndall scattering) مشخص می‌شود نوعی از پراکندگی نور توسط ذرات یک کلوئید یا ذرات ظریف در یک سوسپانسیون است. این اثر به افتخار فیزیک‌دان سده نوزدهم جان تیندال نامیده شده است و مشابه پراکندگی رایلی است از این جهت که شدت نور پراکنده شده به توان چهارم بسامد نور وابسته است. به همین دلیل رنگ آبی بسیار بیشتر از رنگ قرمز پراکنده می‌شود. یک مثال روزمره آن دود ناشی از موتورسیکلت‌ها مخصوصاً با موتور دوزمانه است که قطرات روغن سوخته چنین پراکندگی را ایجاد می‌کنند.
هرم نوری یا هاله‌ای که در اطراف چراغ‌ها می‌بینید در واقع به علت حضور ذرات در هوا می‌باشد و شیشه‌های رنگی که در مساجد و کلیساها دیده می‌شوند به دلیل استفاده از ذرات با ابعاد متفاوت در شیشه هستند به‌طور مثال شیشه‌های قرمز می‌توانند با حضور نانو ذرات طلا رنگ قرمز و … ایجاد کرده باشند.